# 코리놉플라스티스 자포니카
코리놉플라스티스 자포니카(Corynoplastis japonica)는 로델라강 로델라목에 속하는 홍조류의 일종이다. 로델라목(Rhodellales)과 로델라과(Rhodellaceae), 코리놉플라스티스속(Corynoplastis)의 유일종이다.